# (296905) Korochantsev
(296905) Korochantsev est un astéroïde de la ceinture principale.

## Description
(296905) Korochantsev est un astéroïde de la ceinture principale. Il fut découvert le 10 février 2010 à Zelenchukskaya Station par Timur V. Kryachko. Il présente une orbite caractérisée par un demi-grand axe de 2,24 UA, une excentricité de 0,10 et une inclinaison de 6,1° par rapport à l'écliptique.

## Compléments